# Mežaparks
Mežaparks er en af Rigas 47 bydele (lettisk: apkaime, sing.). Mežaparks har 4.413 indbyggere og dets areal udgør 1.182,10 hektar, hvilket giver en befolkningstæthed på 4 indbyggere per hektar.
Det var under anden verdenskrig en koncentrations/udrydelses lejr kaldet Kaiserwald og grundet sin perfekte placering i forhold til jernbanen blev den flittigt brugt til Jøder, politiske og antinazistiske fanger som ikke stod en chance mod døden.

## Eksterne kildehenvisninger
- Apkaimes – Rigas bydelsprojekt